# Hrunamannahreppur
Der Hrunamannahreppur (auch Ytri-Hreppur) ist eine Gemeinde im Süden von Island.
Am 1. Januar 2023 hatte die Gemeinde 874 Einwohner bei einer Fläche von 1.375 km².
Der größte Ort ist Flúðir mit 491 Einwohnern.

## Geografie

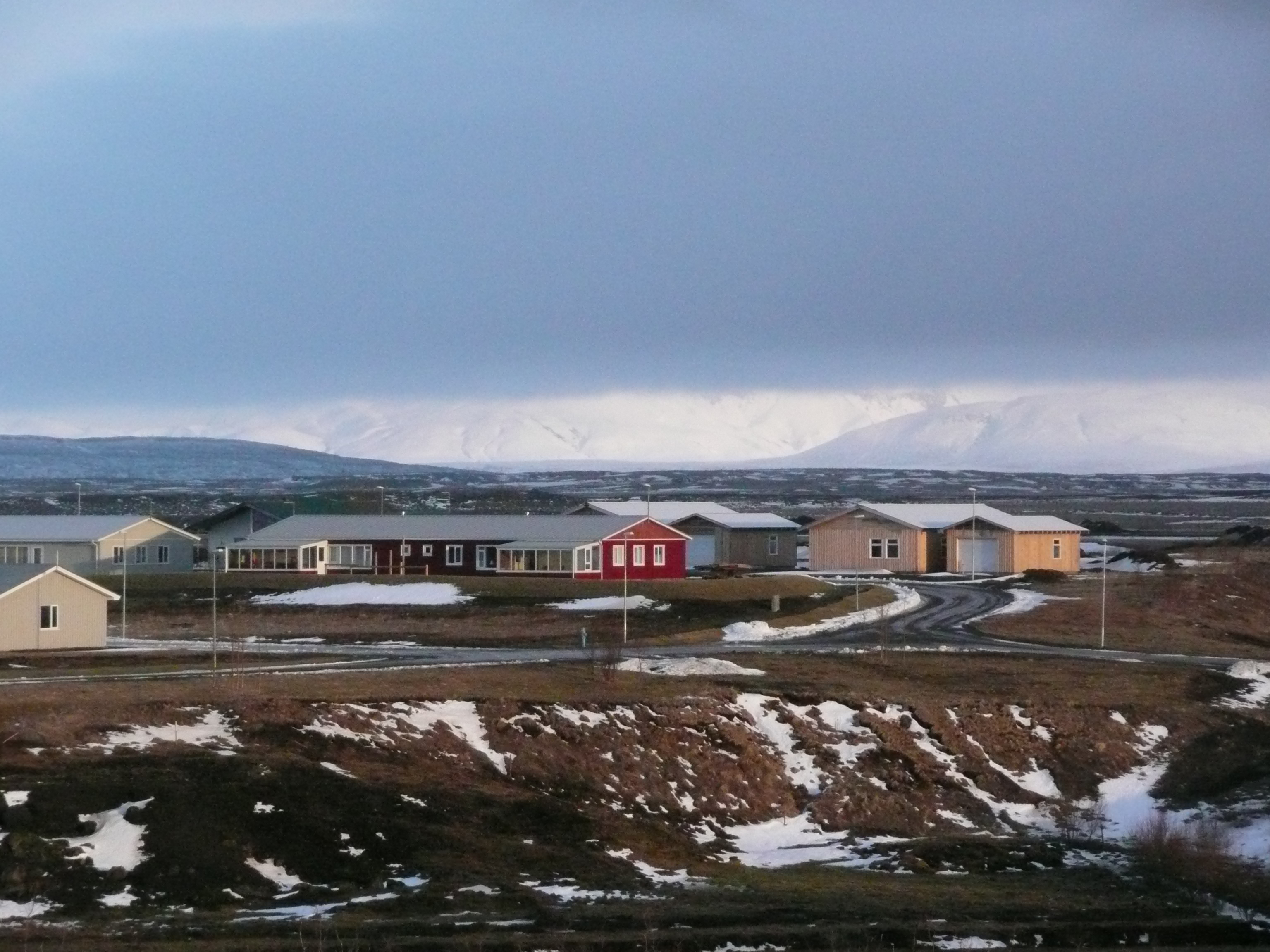
Häuser in Flúðir

Südöstlich der Hrunamannahreppur liegt die Gemeinde Skeiða- og Gnúpverjahreppur, nordwestlich die Gemeinde Bláskógabyggð.
Die nächsten größeren Orte sind Laugarás und Reykholt.
Hrunamannahreppur liegt östlich des Flusses Hvítá, die sich über den bekannten und touristisch bedeutsamen Wasserfall Gullfoss in eine enge Schlucht stürzt. Durch den Ort Flúðir fließt, in Stromschnellen (isl. flúðir), der Quellfluss Litla-Laxá.

## Verkehr
Flúðir ist über den Skeiða- og Hrunamannavegur  an den Hringvegur  angebunden.

## Töchter und Söhne
- Fjalla-Eyvindur (* 1714 auf dem Hof Hlíð; † 1783), isländischer Geächteter